# محمد السويل
محمد بن إبراهيم السويل (25 ديسمبر 1950) مهندس سعودي شغل العديد من المناصب منها: منصب وزير الاتصالات وتقنية المعلومات السعودية من يناير 2015م إلى أبريل 2017م، ومنصب رئيس مدينة الملك عبد العزيز للعلوم والتقنية من يوليو 2007م إلى يناير 2015م. وهو عضو مجلس الشؤون الاقتصادية والتنمية، ورئيس مجلس إدارة هيئة الاتصالات وتقنية المعلومات، ورئيس مجلس إدارة مؤسسة البريد السعودي، وعضو بمجلس إدارة أرامكو السعودية منذ عام 2001م، وكذلك المؤسسة العامة للصناعات الحربية، وهو عضو في اللجنة الاستشارية العالمية لرئيس جامعة الملك عبد الله للعلوم والتقنية، وعضو في مجلس أمناء جائزة خادم الحرمين الشريفين للترجمة ورئيس مجلس أمناء جائزة خادم الحرمين الشريفين لجائزة لمخترعين والموهوبين.

## النشأة
وُلدَ الدكتور السويّل في محافظة المهد بالمملكة العربية السعودية في 25 ديسمبر 1950م. وينتمي لأسرة السويّل في عنيزة من آل جناح من بني خالد. وهو ابن عم وزير الخارجية السعودي السابق الاستاذ إبراهيم بن عبد الله السويل. ووالده هو الشيخ إبراهيم بن محمد بن عبد الله السويّل، فعندما بدأ التنقيب عن الذهب في جبل المهد عام 1352هـ وبدأ الإنتاج كانت وزارة المالية هي المشرفة على الإنتاج وكانت قد عينت حراساً على المنجم بقيادة الشيخ إبراهيم بن محمد السويّل رئيساً للحرس المعينين، وكان يعمل على حل المشاكل وفض النزاعات بينهم. أي أنه بجانب رئاسة الحرس قام بعمل أمير المهد حتى تأسست إمارة المهد في عام 1365هـ.

## الحياة العلميّة
نال الدكتور محمد السويل درجة بكالوريوس علوم في الهندسة العامة (النظم) من جامعة الملك فهد للبترول والمعادن في 1972 ودرجة ماجستير في العلوم في 1975 ودرجة الدكتوراه في علوم الحاسوب (الخوارزميات) في 1979 من جامعة جنوب كاليفورنيا.

## الحياة العملية

### العمل والمناصب
- وزير الاتصالات وتقنية المعلومات السعودية من يناير 2015م إلى أبريل 2017م
- عين السويل رئيساً لمدينة الملك عبد العزيز للعلوم التقنية في المملكة بمرتبة وزير في عام 2007 إلى عام 2015م.
- عمل في الفترة من 2003م حتى 2007م محافظاً لهيئة الاتصالات وتقنية المعلوما.
- عمل في الفترة 1990 إلى 2003م نائباً للرئيس لمعاهد البحوث في مدينة الملك عبد العزيز للعلوم والتقنية.
- وقد التحق بجامعة الملك فهد للبترول والمعادن من عام 1979م إلى 1990م، وعمل في الجامعة عميداً لكلية علوم وهندسة الحاسب الآلي.[4]
- ودرّس عدداً من المواد في علوم الحاسب الآلي ورياضيات الحاسب وأمن المعلومات في جامعتي الملك فهد للبترول والمعادن وجامعة الملك سعود، وله عدد من البحوث المنشورة في مجلات ومؤتمرات متخصصة، وتغطي اهتماماته البحثية رياضيات الحاسب الآلي ونظرية التعقيد الحسابي والخوارزميات وعلم التعمية (computational complexity) وأمن الشفرات والبيانات، وفي تاريخ 9 ربيع الثاني 1436 هـ الموافق 29 يناير 2015 صدر أمر ملكي بتعيين الدكتور محمد بن إبراهيم السويل وزيراً للاتصالات وتقنية المعلومات، واستمر في منصبه حتى 24 أبريل 2017.[6]

### العضويات
شارك عضواً في مجلس إدارات مؤسسات وشركات منها مجلس إدارة أرامكو السعودية منذ 2001م، والمؤسسة العامة للصناعات الحربية، وعضواً في المجلس الأعلى للبترول والثروة المعدنية والمجلس الأعلى لمدينة الملك عبد الله للطاقة النووية والمتجددة، وهو عضو في اللجنة الاستشارية العالمية لرئيس جامعة الملك عبد الله للعلوم والتقنية، وعضو في مجلس أمناء جائزة خادم الحرمين الشريفين للترجمة ورئيس مجلس أمناء جائزة خادم الحرمين الشريفين لجائزة لمخترعين والموهوبين.

## الجوائز
- منح الدكتور السويل ميدالية الاستحقاق من الدرجة الأولى عام 1985م.
- جائزة أحسن مدرس في جامعة الملك فهد للبترول والمعادن عام 1989م.
- جائزة الشرق الأوسط للشخصيات التنفيذية عام 2007م.[6]